# Ambel (Isère)
Ambel ist eine französische Gemeinde mit 32 Einwohnern (Stand: 1. Januar 2022) im Département Isère in der Region Auvergne-Rhône-Alpes (vor 2016 Rhône-Alpes). Sie gehört zum Arrondissement Grenoble und zum Kanton Matheysine-Trièves. Die Einwohner werden Ambellons genannt.

## Lage
Die Gemeinde Ambel liegt etwa 45 Kilometer südsüdöstlich von Grenoble. Der Drac begrenzt die Gemeinde mit dem aufgestauten Lac du Sautet im Norden. Der südlichste Punkt der Gemeinde ist auch der höchste – der 1595 m hohe Gipfel des Tête de la Sambut. Umgeben wird Ambel von den Nachbargemeinden Corps im Norden, Beaufin im Osten und Südosten, Monestier-d’Ambel im Süden sowie Pellafol im Südwesten und Westen.

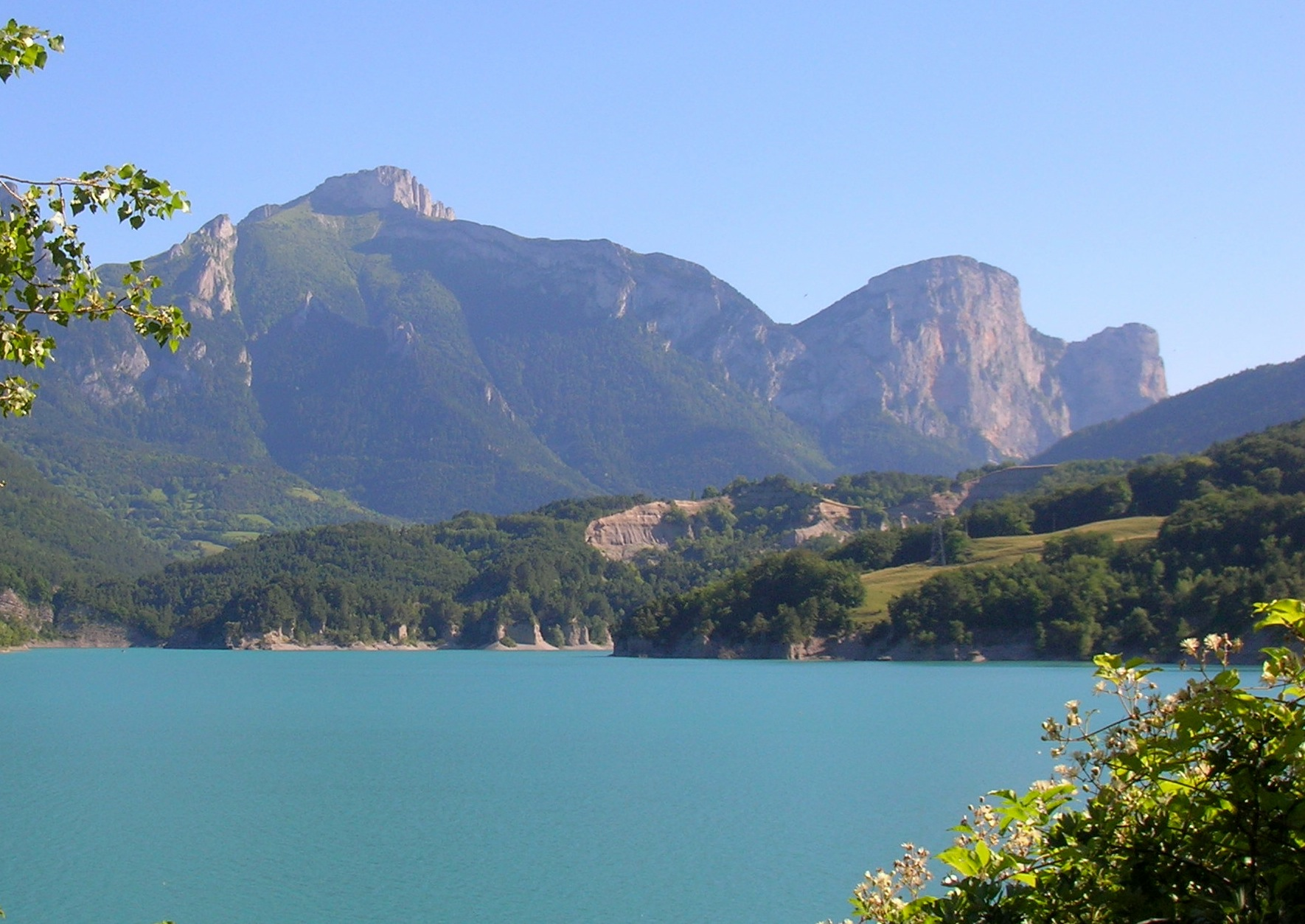
Lac du Sautet
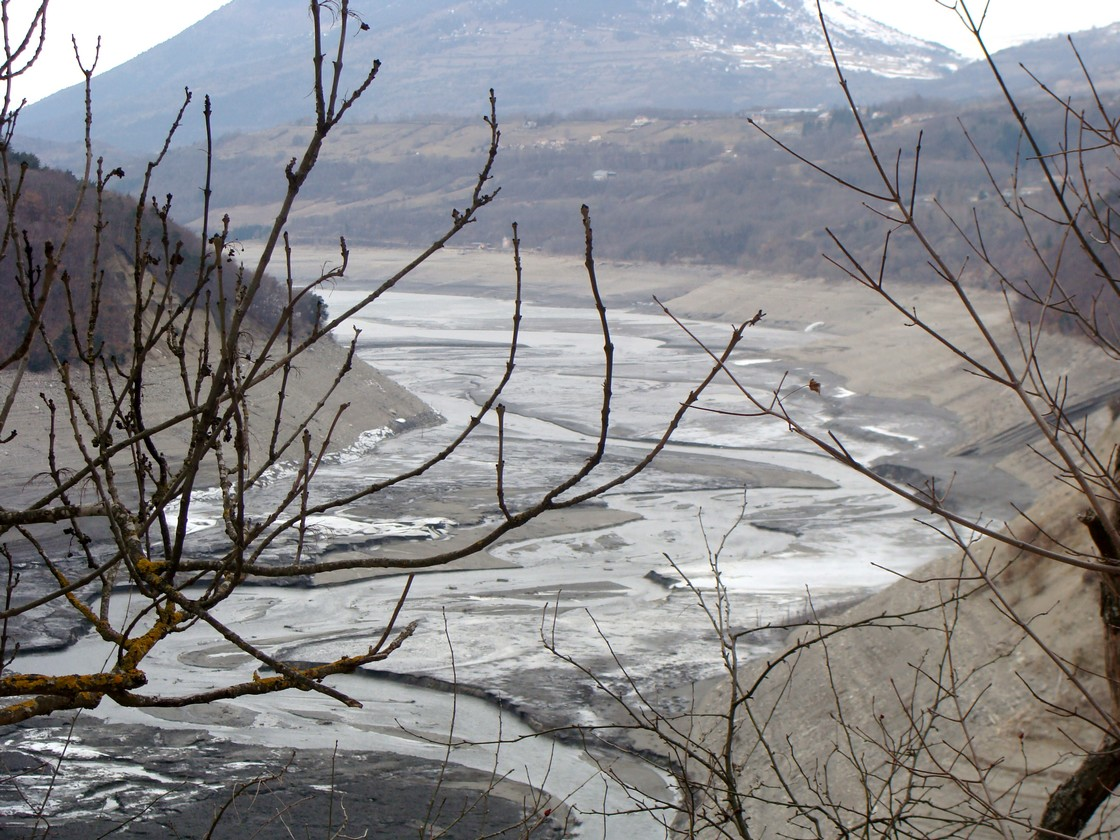
Der Lac du Sautet nach langer Dürre (2012')

## Bevölkerungsentwicklung
| Jahr                       | 1962 | 1968 | 1975 | 1982 | 1990 | 1999 | 2006 | 2012 | 2021 |
| Einwohner                  | 33   | 26   | 27   | 22   | 38   | 22   | 26   | 19   | 30   |
| Quellen: Cassini und INSEE |      |      |      |      |      |      |      |      |      |

## Sehenswürdigkeiten
- Kirche Nativité de Notre-Dame (Mariä Geburt)